# آرتور هول
آرتور هول (انگلیسی: Arthur Hohl; ۲۱ مهٔ ۱۸۸۹ – ۱۰ مارس ۱۹۶۴) یک هنرپیشه اهل ایالات متحده آمریکا بود.

## گزیده فیلمشناسی
از فیلم‌ها یا برنامه‌های تلویزیونی که وی در آن نقش داشته‌است می‌توان به آثار زیر اشاره کرد.
- تقلب (۱۹۳۱)
- جشن فوتلایت (۱۹۳۳)
- کلئوپاترا (۱۹۳۴)
- احساس مالکیت (۱۹۳۴)
- رمانتیک در منهتن (۱۹۳۵)
- لویدز لندن (۱۹۳۶)
- قایق نمایش (۱۹۳۶)
- مخمصه (۱۹۳۷)
- راه بازگشت (۱۹۳۷)
- ماجراهای شرلوک هولمز (۱۹۳۹)
- باج‌گیری (۱۹۳۹)
- گوژپشت نتردام (۱۹۳۹)
- آیداهو (۱۹۴۳)
- زن شهر (۱۹۴۳)
- زن عنکبوتی (۱۹۴۴)
- پنجه سرخ (۱۹۴۴)
- روح یخ‌زده (۱۹۴۵)
- نامه‌های عاشقانه (۱۹۴۵)
- یک سالگی (۱۹۴۶)
- موسیو وردو (۱۹۴۷)
- سه تفنگدار (۱۹۴۸)